# Gramos
Les monts Gramos (en grec moderne : Γράμος ; en albanais : Gramoz Mali i Gramozit ; en aroumain : Gramosta, Gramusta) sont un massif montagneux qui s'étend de la Macédoine-Occidentale située au Nord-Ouest de la Grèce, au nome d'Ioannina au Nord-Est de l'Épire et au district de Kolonjë dans le Sud-Est de l'Albanie.
Ce massif montagneux enjambe la frontière entre la Grèce et l'Albanie. Il est majoritairement peuplé par les Aroumains qui vivent dans de nombreux villages montagnards.
Les monts Gramos furent un bastion communiste durant la guerre civile grecque en 1949. La montagne a encore des champs de mines de la guerre civile et malgré des décennies de déminage, l'accès à certaines parties de la montagne est dangereux.
Les villes principales sont Ersekë, préfecture du district de Kolonjë en Albanie, et Kónitsa, préfecture du nome d'Ioannina en Grèce.
Les forêts dominent les zones basses de la montagne et sont principalement plantées de pins et d'épicéas. Les zones plus élevées couvertes de prairies dénudées avec la présence de buissons. Des chemins forestiers ainsi que des sentiers de randonnée parcourent le massif de Gramos. De nombreuses routes sillonnent et montent sur le massif mais ne franchissent pas les sommets.

## Dans la culture
Paul Éluard rend hommage aux combattants communistes de la guerre civile grecque dans le poème Le mont Grammos, tiré du recueil Grèce ma rose de raison.